# Полісся (Козенки)
«Полісся» (біл. Палессе) — професіональний білоруський футбольний клуб з агромістечка Козенки Мозирського району Гомельській області.

## Хронологія назв
- 1995—1998: «Полісся» (Мозирський район)
- 1999—2006: «Полісся» (Козенки)
- 2007: «Полісся-2» (Козенки)

## Історія
Клуб було засновано в 1995 році під назвою «Полісся» (Мозирський район), того ж року приєднався до другої ліги білоруського чемпіонату, в якій виступав три сезони. У 1998 році дебютував у Першій лізі, але через декілька сезонів повернувся у Другу лігу. У 1999 році команда змінила свою назву на «Полісся» (Козенки), оскільки з моменту заснування клубу вони виступали в Козенках. У 2007 році в клубу змінився спонсор й, відповідно, було змінено назву на «Полісся-2» (Козенки). 3 жовтня в одному з матчів Другої ліги гравець козенківського клубу Сергій Трунін отримав червону картку від арбітра матчу, після чого підбіг до судді й вдарив його кулаком в живіт. 25 жовтня 2007 року Дисциплінарний комітет Білоруської федерації футболу пожиттєво дискваліфікува гравця за цей вчинок. По завершенні сезону клуб почав відчувати фінансові проблеми й, зрештою, був розформований.

## Досягнення
- Друга ліга Білорусі (група «Б»)
  -  Срібний призер (1): 1997

## Статистика виступів

### Чемпіонат і Кубок Білорусі
| Сезон | Ліга           | М  | Іг | В  | Н | П  | Голи   | Очки | Кубок       | Примітки                    |
| ----- | -------------- | -- | -- | -- | - | -- | ------ | ---- | ----------- | --------------------------- |
| 1995  | Третя - Б (Д3) | 8  | 12 | 5  | 4 | 3  | 20–12  | 19   |             |                             |
| 1996  | Третя - Б (Д3) | 6  | 26 | 14 | 4 | 8  | 50–30  | 46   |             |                             |
| 1997  | Третя - Б (Д3) | 2  | 28 | 21 | 3 | 4  | 77–20  | 45   |             | Отримав місце в Другій лізі |
| 1998  | Перша (Д2)     | 11 | 30 | 10 | 4 | 16 | 41–54  | 34   |             | Зміна назви ліг             |
| 1999  | Перша (Д2)     | 13 | 30 | 7  | 6 | 17 | 32–61  | 27   | 1/16 фіналу |                             |
| 2000  | Перша (Д2)     | 16 | 30 | 0  | 1 | 29 | 14–122 | 1    | 1/32 фіналу | Виліт у Другу лігу          |
| 2001  | Друга (Д3)     | 17 | 34 | 2  | 4 | 28 | 22–102 | 10   |             |                             |
| 2002  | Друга (Д3)     | 12 | 24 | 2  | 5 | 17 | 17–74  | 11   |             |                             |
| 2003  | Друга (Д3)     | 12 | 22 | 2  | 0 | 20 | 17–93  | 6    |             |                             |
| 2004  | Друга (Д3)     | 13 | 24 | 2  | 1 | 21 | 16-90  | 7    | 1/32 фіналу |                             |
| 2005  | Друга (Д3)     | 14 | 26 | 0  | 5 | 21 | 15-75  | 5    | 1/32 фіналу |                             |
| 2006  | Друга (Д3)     | 15 | 32 | 6  | 5 | 21 | 38-101 | 23   | 1/32 фіналу |                             |
| 2007  | Друга (Д3)     | 12 | 30 | 7  | 9 | 14 | 36-52  | 30   | 1/32 фіналу | Припинив існування          |

## Відомі гравці
- Юрій Зенін